# Transport kolejowy w Pile

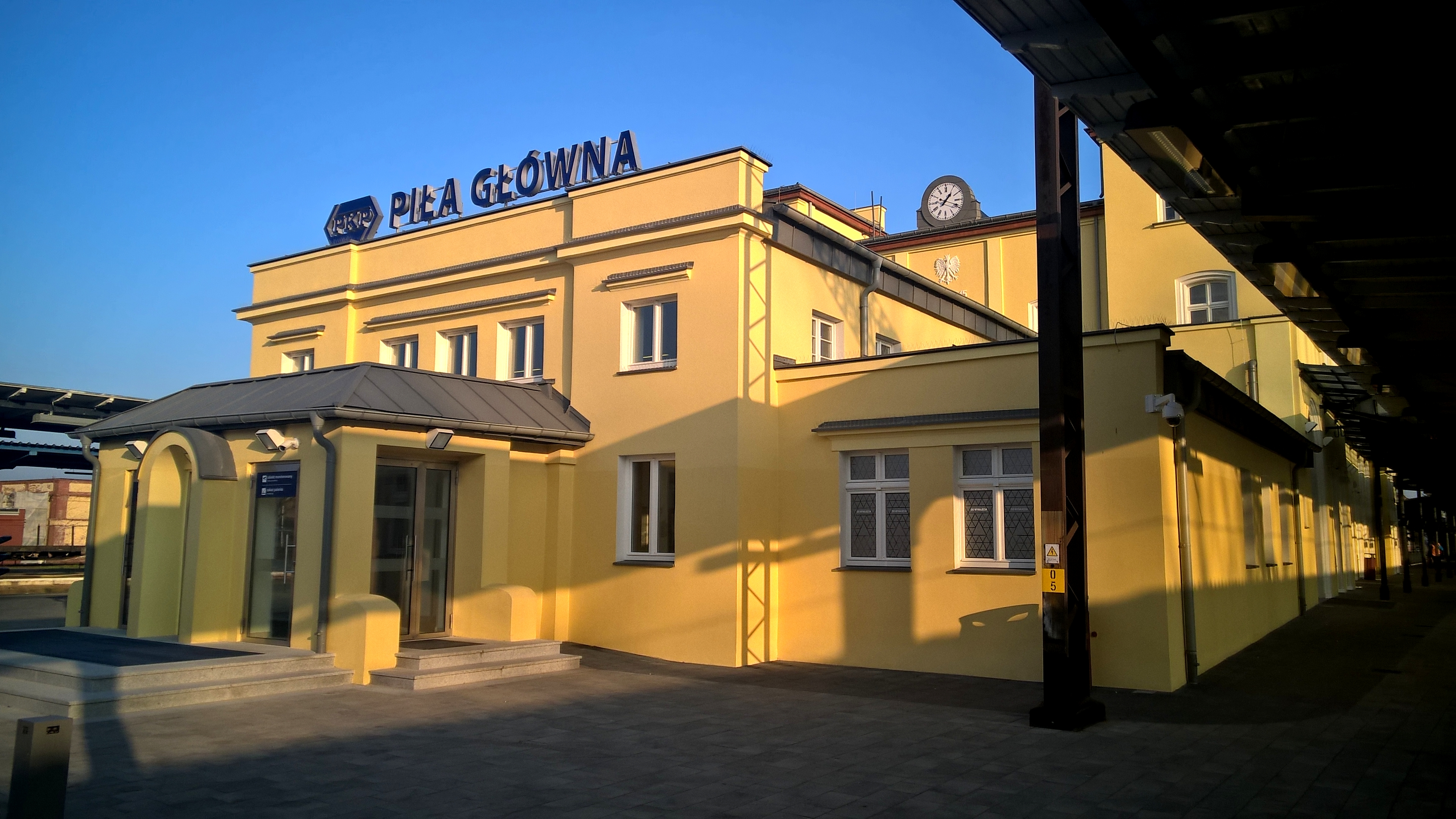
Budynek dworca Piła Główna

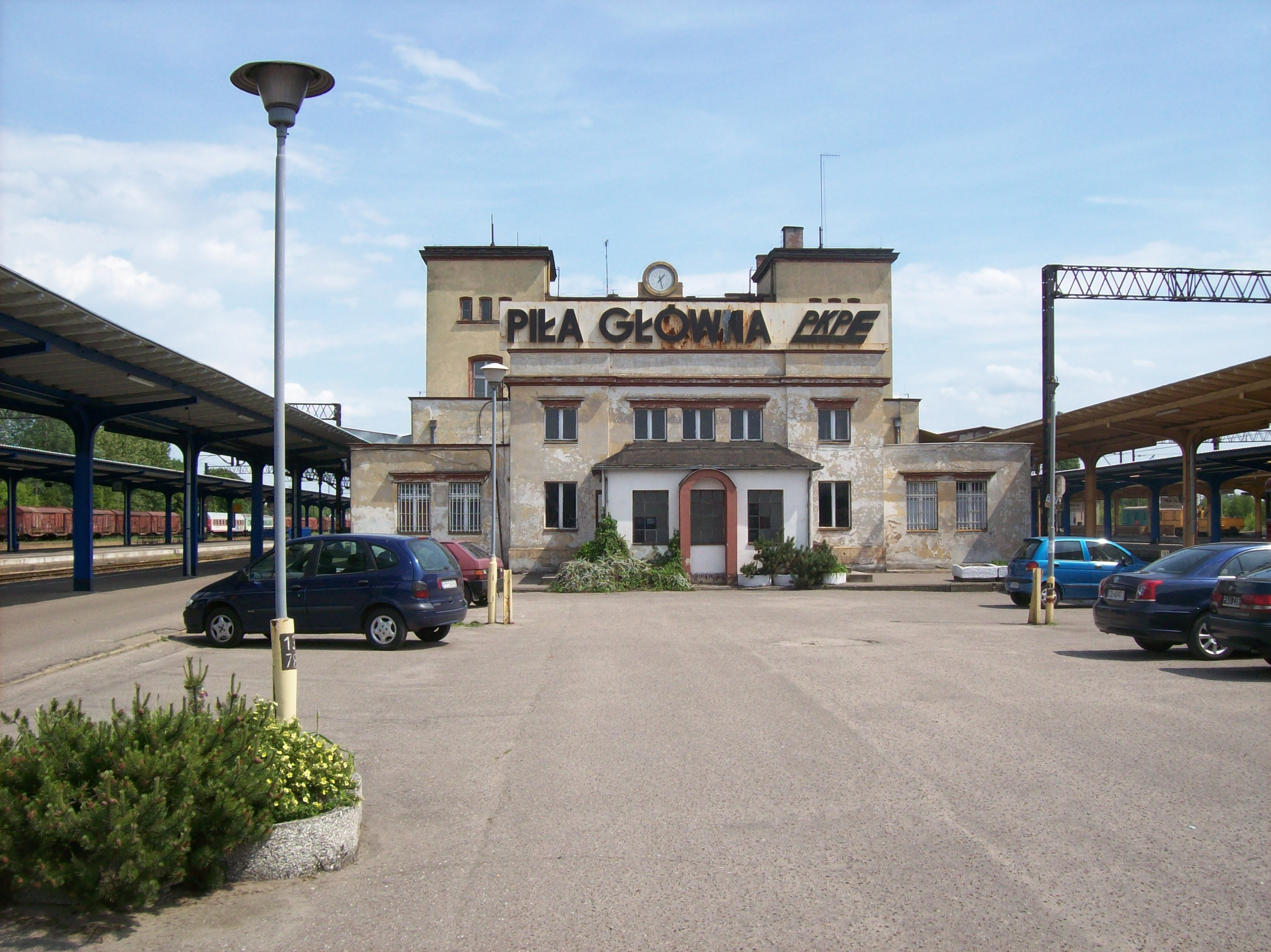
Budynek dworca Piła Główna przed remontem

Transport kolejowy w Pile – transport ludzi i towarów do, z i przez Piłę za pomocą kolei. Pilski węzeł kolejowy jest położony w północnej części województwa wielkopolskiego i obsługuje pasażerski i towarowy ruch regionalny i międzyregionalny. Krzyżuje się tu sześć linii kolejowych, z czego cztery czynne są w ruchu pasażerskim i towarowym, jedna tylko w pasażerskim, a jedna tylko w towarowym. Jedyną stacją kolejową w obrębie węzła jest Piła Główna. Ruch kolejowy sterowany jest z pięciu posterunków ruchu: PłA, Pł1, Pł3, Pł5 (w obrębie stacji Piła Gł.) oraz PPn (podg Piła Północ na linii kolejowej nr 405).

## Linie kolejowe
W Pile zbiega się sześć linii kolejowych:
- 18 Kutno – Piła Główna (ruch pasażerski dalekobieżny i regionalny oraz towarowy),
- 203 Tczew – Piła Główna – Kostrzyn nad Odrą (granica państwa) (ruch pasażerski dalekobieżny i regionalny oraz towarowy),
- 354 Poznań Główny (podg Poznań PoD) – Piła Główna (ruch pasażerski dalekobieżny i regionalny oraz towarowy),
- 374 Mirosław Ujski – Piła Główna (ruch towarowy),
- 403 podg Piła Północ – Ulikowo 202 (ruch pasażerski regionalny),
- 405 Piła Główna – Ustka (ruch pasażerski dalekobieżny i regionalny oraz towarowy).

Dodatkowo, podg Piła Północ połączony jest z towarową sekcją stacji Piła Główna torem łączącym nr 999, który sporadycznie wykorzystuje się także w ruchu pasażerskim. Dawniej istniała również łącznica obwodowa pozwalająca na bezpośredni zjazd z linii nr 403 i 405 na linię 203 w okolicy stacji rozrządowej z pominięciem dworca pasażerskiego. Rozebrano ją wraz z likwidacją wspomnianej stacji. Linie kolejowe nr 18, 203 (odc. Piła Gł.-Kostrzyn) i 403 (odc. Piła Pn.-Wałcz Raduń) to linie znaczenia państwowego.

## Posterunki ruchu[5]

### Czynne

#### Piła Główna

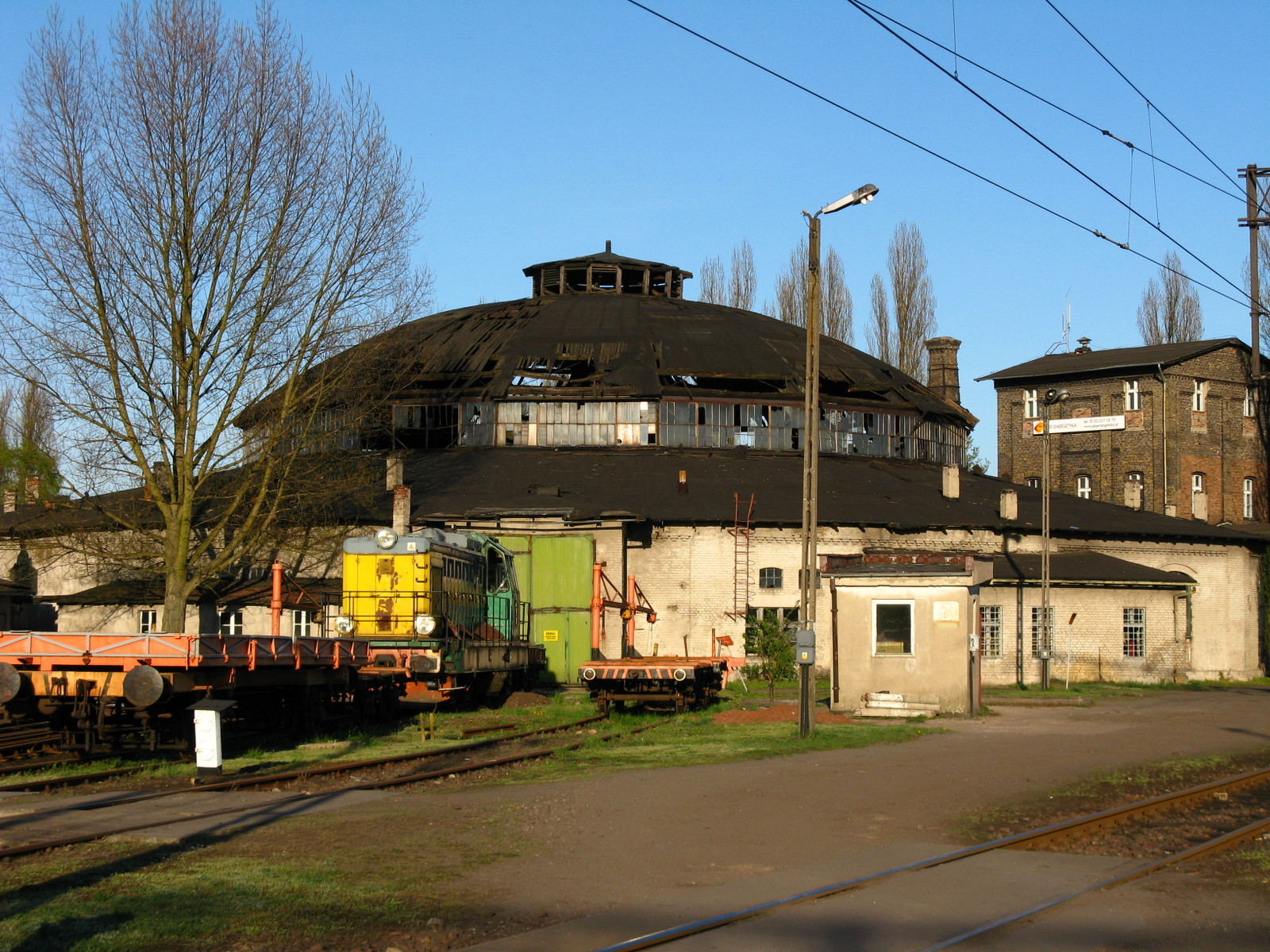
Zrujnowana parowozownia na stacji Piła Gł.

Jedyna stacja w mieście. Pod obecną nazwą funkcjonuje od 1968 roku (wcześniejsze nazwy: Schneidemühl 1851-1943; Schneidemühl Hauptbahnhof 1944; Schneidemühl Personenbahnhof 1944-1945; Piła 1945-1967). Do obsługi podróżnych przeznaczona jest wschodnia część stacji, natomiast ruch towarowy odprawiany jest z części zachodniej. Dworzec został oddany do użytku 27 lipca 1851 wraz z otwarciem przez Zarząd Królewskich Pruskich Kolei Żelaznych nowego odcinka Pruskiej Kolei Wschodniej z Krzyża do Bydgoszczy. W późniejszych latach uruchomiono kolejne linie: w 1871 do Złotowa, w 1879 do Poznania i Szczecinka, w 1881 do Wałcza, a w 1913 do Czarnkowa. Nowa, węzłowa rola stacji wymagała znacznej rozbudowy infrastruktury towarzyszącej. W dużym budynku stacyjnym zlokalizowano trzy poczekalnie, biura stacyjne, pocztę i mieszkania służbowe. W obrębie stacji funkcjonowały także dwie stacje pomp, dźwig oraz ekspedycja towarowa. W 1874 oddano do użytku parowozownię, a w 1907 zakłady naprawcze taboru kolejowego.
W okresie międzywojennym, w związku z odzyskaniem przez Polskę niepodległości i tym samym przesunięciem granicy państwowej, przewozy na liniach w kierunku Poznania i Czarnkowa zostały zawieszone, a na stacji w Pile zorganizowano posterunek celny dla pasażerów leżącej już wtedy po polskiej stronie granicy Bydgoszczy. Taka sytuacja utrzymała się do II wojny światowej, gdy połączenia na zamkniętych odcinkach zostały najpierw wznowione przez okupanta, a następnie przez polską administrację kolejową. W latach 1989–1990 dokonano elektryfikacji części torów stacyjnych, przy jednoczesnym ograniczeniu możliwości przerobowych sekcji towarowej przez jej degradację do statusu stacji manewrowej. 7 lipca 2010 zespół stacyjny wpisano do rejestru zabytków województwa wielkopolskiego, a w latach 2014-2015 odbyła się kompleksowa przebudowa budynku dworcowego. Na remont czeka budynek parowozowni, wystawionej w 2015 na sprzedaż. Zakupem zainteresowane było Muzeum Przemysłu i Kolejnictwa z Jaworzyny Śląskiej.

#### Piła Kalina

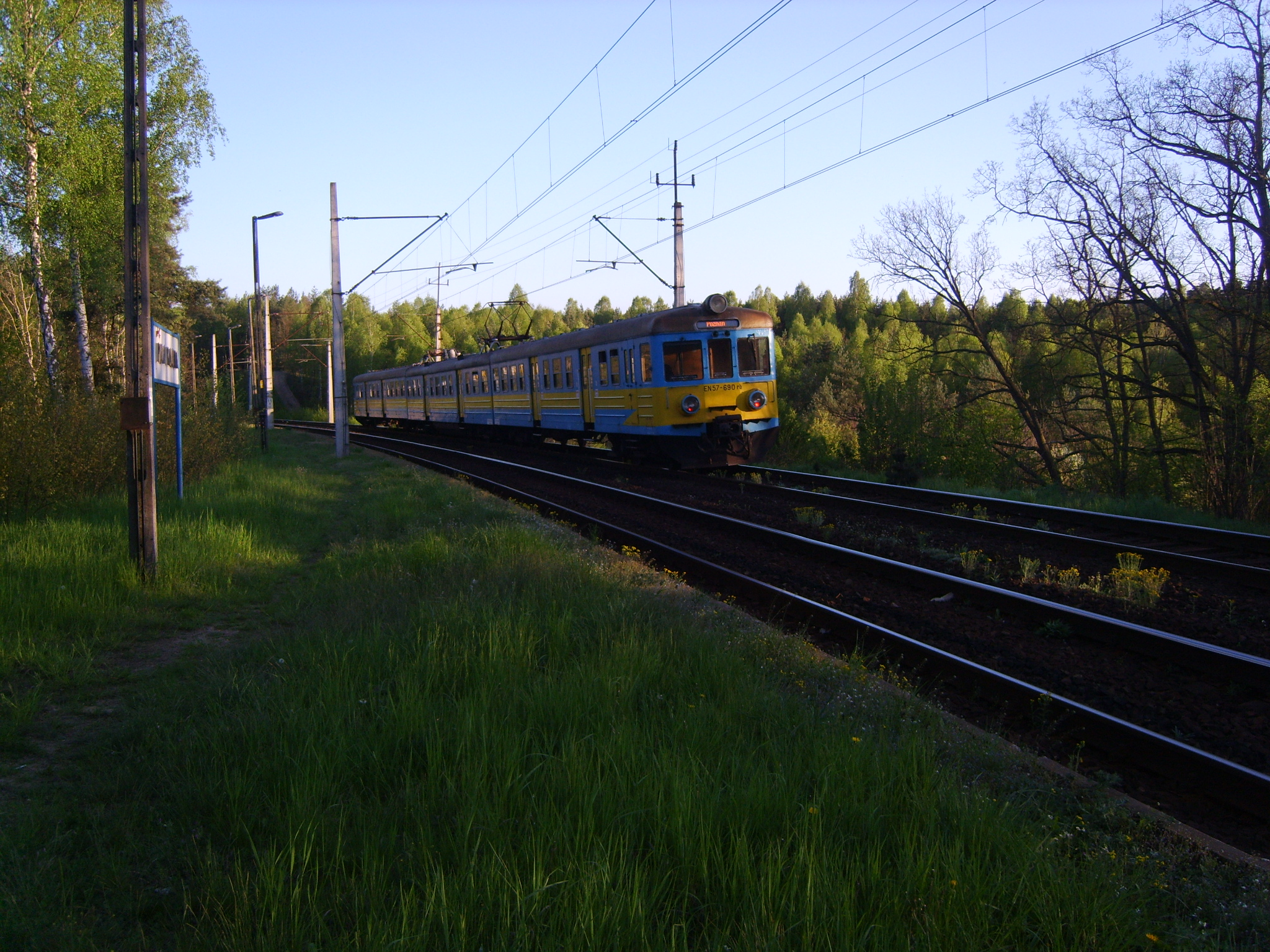
EN57-690 jako pociąg regio do Poznania na przystanku Piła Kalina

Przystanek osobowy położony na linii kolejowej nr 354 w Kalinie, w południowej części osiedla Podlasie, przy granicy administracyjnej miasta. Pod obecną nazwą funkcjonuje od 1968 roku (wcześniejsze nazwy: Motylewobrück 1883-1909; Königsblick 1910-1945; Kalina 1945-1967). Powstał dla obsługi osady leśnej, która była przed I wojną światową popularnym celem wycieczek mieszkańców Piły. W 1922, wskutek przecięcia obecnej linii kolejowej nr 354 granicą państwową, tory między Kaliną a stacją w Dziembówku zostały rozebrane. Przystanek tymczasowo przekształcono wtedy w stację, dobudowano budynek dworcowy i dodatkowe tory. Połączenie między Piłą a Poznaniem zostało odbudowane jeszcze w trakcie wojny, a zabudowania stacyjne rozebrano dopiero w początkach XXI wieku. W rozkładzie kolejowym na lato 2015 na stacji planowy postój miały wszystkie pociągi regio spółki Polregio) kursujące między Poznaniem a Piłą, Kołobrzegiem i Koszalinem.

#### Piła Podlasie

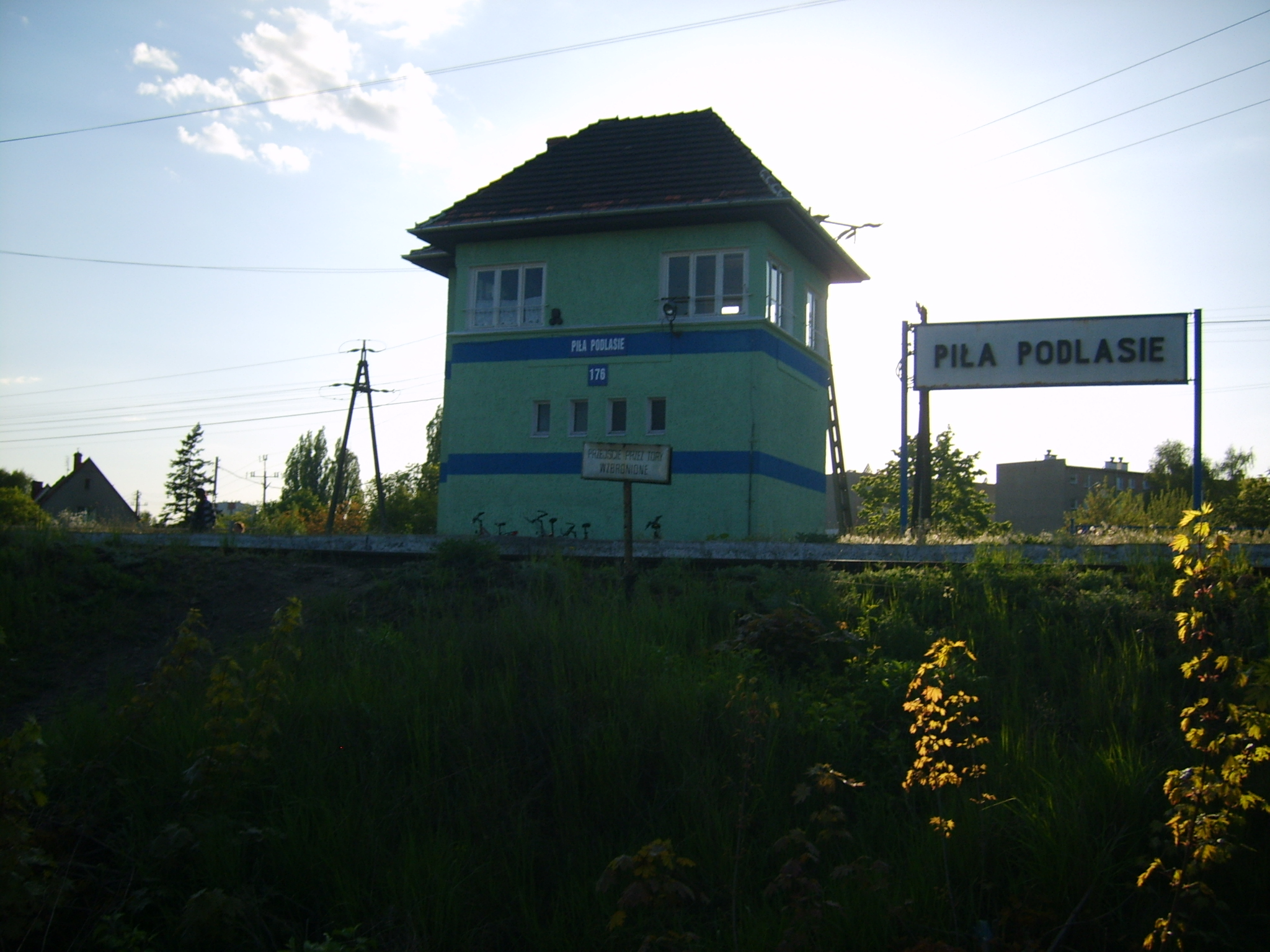
Dawna nastawnia posterunku odstępowego, obecnie strażnica przejazdowa na peronie przystanku Piła Podlasie

Przystanek osobowy położony na linii kolejowej nr 203 w północnej części osiedla Podlasie, w bezpośrednim sąsiedztwie fabryki żarówek Philips. Przystanek powstał w 1951 roku w miejscu dawnego posterunku odstępowego „Zielonek” i obsługuje przede wszystkim pracowników pobliskiego zakładu przemysłowego. Przystanek ma formę jednokrawędziowego peronu, na którym, w budynku dawnej nastawni, znajduje się strażnica przejazdowa. Wraz z pobliskimi pętlami autobusowymi MZK Piła tworzy lokalny węzeł komunikacyjny.

#### Piła Północ

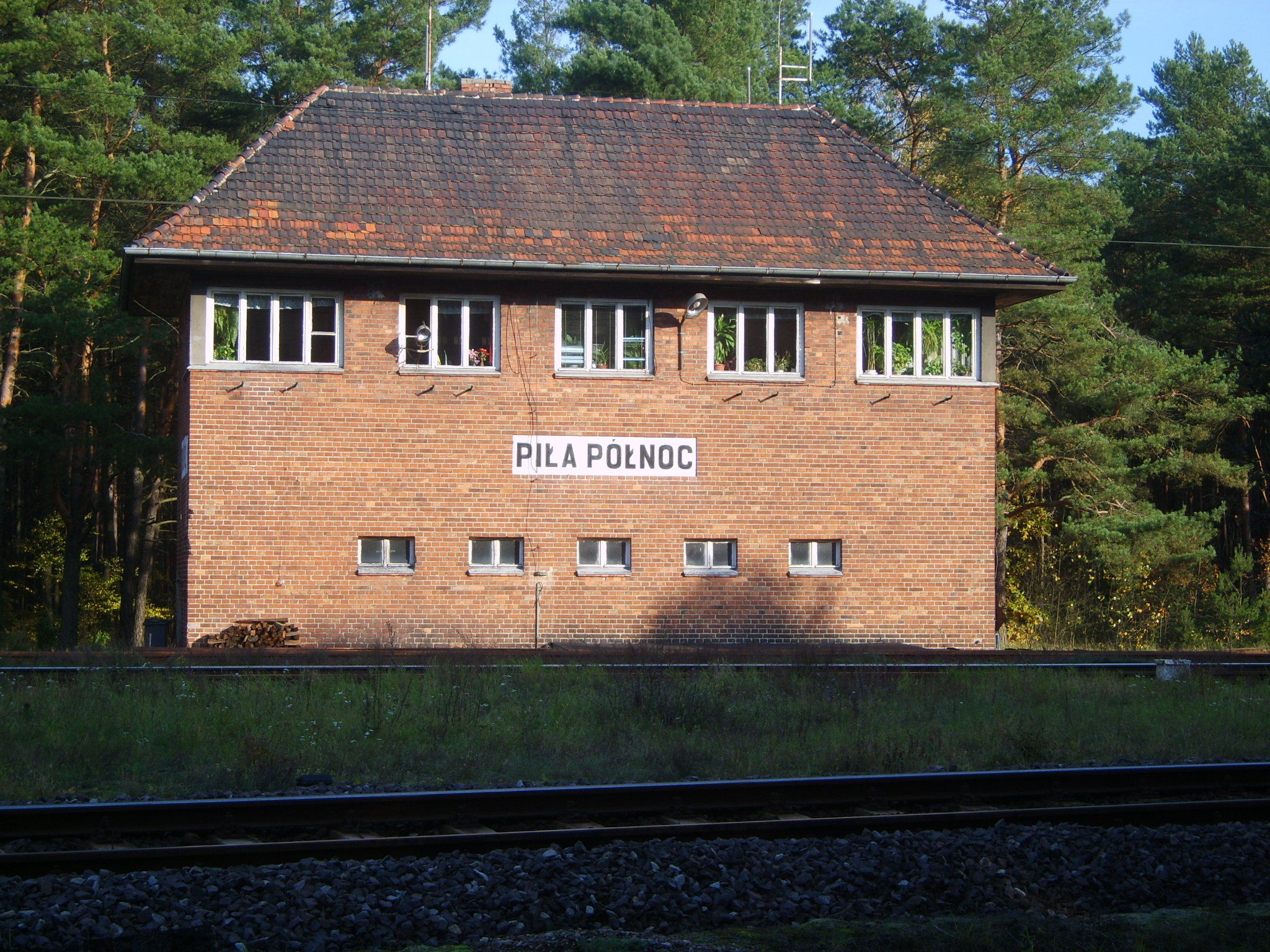
Budynek nastawni dysponującej posterunku odgałęźnego Piła Północ

Posterunek odgałęźny położony na liniach kolejowych nr 403 (punkt początkowy) i 405 (km 3,880) w zachodniej części miasta, na obszarze Górnego. Od posterunku odchodzi także tor łączący nr 999 w kierunku towarowej sekcji stacji Piła Główna. Dawną łącznicę obwodową do stacji Piła Rozrządowa rozebrano. W północnej części posterunku rozpoczyna się dawna bocznica do lotniska, którego budowa wiązała się z odgięciem obecnej linii kolejowej nr 405 w kierunku zachodnim.

### Zlikwidowane

#### Dworzec celny
Dworzec celny w Pile powstał dla obsługi międzynarodowego ruchu towarowego w dwudziestoleciu wojennym. Do 2015 roku przetrwały budynki dworca zaadaptowane na mieszkania kolejarskie oraz dosyć rozległa równia stacyjna. O funkcji tego miejsca przypomina nazwa ulicy Dworzec Celny.

#### Motylewo i Sosnówka
Przystanki osobowe na linii nr 374. Powstały w 1913 przy budowie torów między Jabłonowem a Piłą i obsługiwały ruch pasażerski do 1989, gdy przewóz osób na linii został zawieszony. Miały one po jednym jednokrawędziowym peronie; w Motylewie znajdował się także budynek poczekalni, ale został on rozebrany. Nie ma obecnie planów reaktywacji tego odcinka dla ruchu pasażerskiego.

#### Piła Leszków

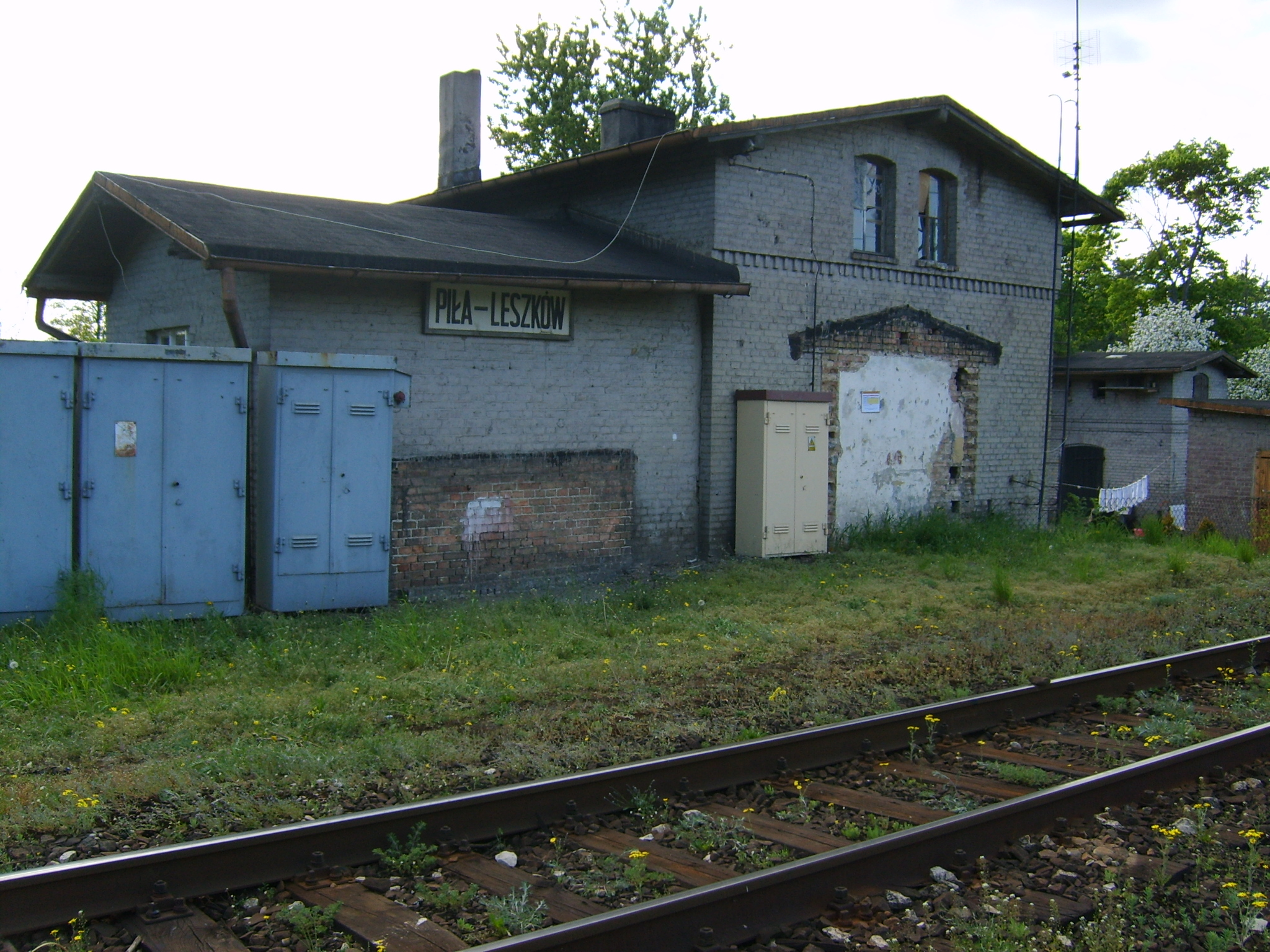
Dawne zabudowania przystanku osobowego Piła Leszków, obecnie adaptowane do innych celów

Przystanek osobowy na linii kolejowej nr 354, w Leszkowie, w obrębie osiedla Podlasie, położony z dala od zabudowań. Pod obecną nazwą od 1968 (wcześniejsze nazwy: Friedrichstein (Netzekreis) 1925-1935; Friedrichstein 1935-45; Gonie 1945-1946; Leszków 1947-1967). Przystanek nie został formalnie zlikwidowany, ale od 2008 roku nie zatrzymują się na nim planowo żadne pociągi. Uruchomiono go w 1925 dla obsługi pobliskich kompleksów leśnych po zlikwidowaniu szlaku Piła Kalina – Dziembówko; obecna linia kolejowa nr 354 po niemieckiej stronie granicy miała charakter turystyczny. Po wojnie w pobliżu założono kolejowe ogrody działkowe, które również zostały już zlikwidowane.

#### Piła Rozrządowa
Stacja rozrządowa w Pile znajdowała się w ciągu linii kolejowej nr 203, w zachodniej części miasta. Została zlikwidowana w 1991, a torowiska wkrótce rozebrano mimo uprzedniej ich elektryfikacji w 1989 r. Pozostałością po stacji są starotorza i rozległe równie stacyjne po torach przyjazdowych i kierunkowych. Obecna stacja towarowa zorganizowana jest na dawnych torach odjazdowych.

### Niezrealizowane

#### Piła Zdroje
Budowa przystanku osobowego pod nazwą Piła Zdroje była planowana w latach 80. XX wieku w ramach przebudowy odcinka linii nr 405 Piła Gł. – Szczecinek na dwutorowy. Przystanek miał znaleźć się na szlaku Piła Pn.-Stara Łubianka, w zachodniej części Górnego, przy obecnym przejeździe kolejowo-drogowym w ciągu drogi krajowej nr 179. Modernizacja linii nr 405 nigdy jednak nie doszła do skutku, a ruch na tej trasie zmalał, toteż plan zarzucono.

## Bocznice

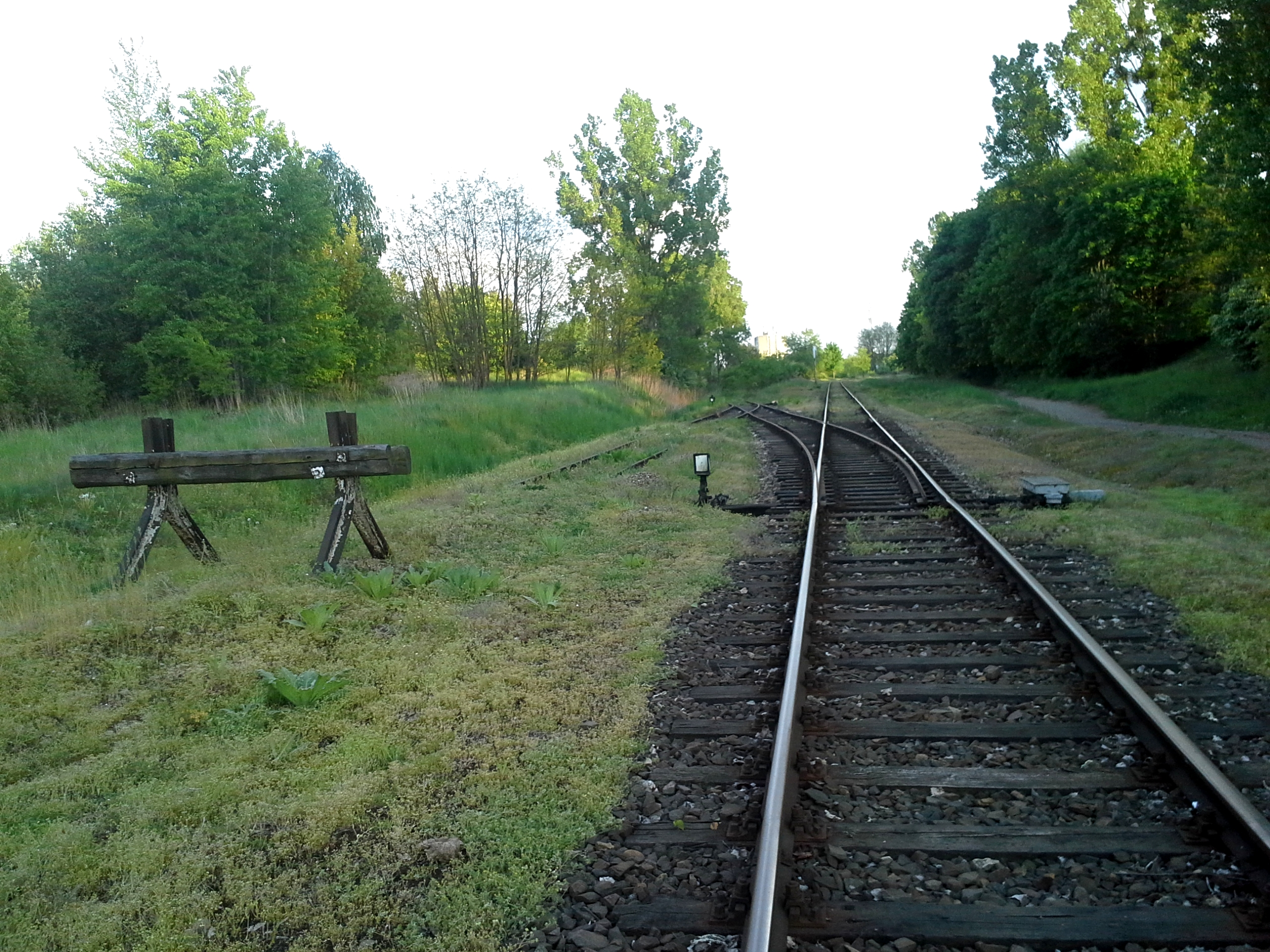
Bocznica do przesypowni cementu Lafarge

W obrębie pilskiego węzła kolejowego czynne są trzy bocznice:
- od linii nr 203:
  - do dawnego pilskiego oddziału GCB Centrostal Bydgoszcz,
  - do fabryki żarówek Philips Lighting Polska,
  - do zakładu Poszukiwania Nafty i Gazu NAFTA przy Al. Powstańców Wlkp.

Bocznice nieczynne:
- od linii nr 18:
  - do Przedsiębiorstwa Robót Drogowych i Mostowych,
  - do Zakładów Przemysłu Ziemniaczanego.
- od linii nr 203:
  - do dawnych zakładów Prefbet,
  - do jednostki wojskowej,
  - do magazynów przy ul. Zygmunta Starego i Towarowej,
  - do składu węgla,
  - do Wyższej Oficerskiej Szkoły Samochodowej,
  - do Zakładów Przemysłu Ziemniaczanego,
  - do drukarni Winkowski (dawne ZNTK).
- od linii nr 354:
  - do rozlewni spirytusu,
  - do elektrowni miejskiej.
- od linii nr 374:
  - do gazowni miejskiej,
  - do zakładów chemicznych Chemitex,
  - do przesypowni cementu Lafarge przy ul. Motylewskiej.
- od linii nr 405:
  - do lotniska w Pile,
  - do roszarni.

## Modernizacja
W latach 2014–2015 trwała przebudowa budynku dworcowego stacji Piła Główna. Do 2020 roku miał rozpocząć się także remont linii kolejowej nr 354 (szacowany koszt inwestycji 675,9 mln zł). Modernizacja obejmie wymianę podtorza, torów i sieci trakcyjnej. Planowana, choć odsuwana w czasie, jest także elektryfikacja linii nr 203 na odcinku Piła – Kostrzyn. Planowana przebudowa układu torowego na stacji Piła Główna, mająca na celu otwarcie dworca na miasto i uzyskanie przestrzeni pod inwestycje, nie doszła do skutku – budynek dworcowy nadal położony jest między torowiskami, a pociągi odprawiane są zarówno z peronów północnych jak i południowych.